# 아터호

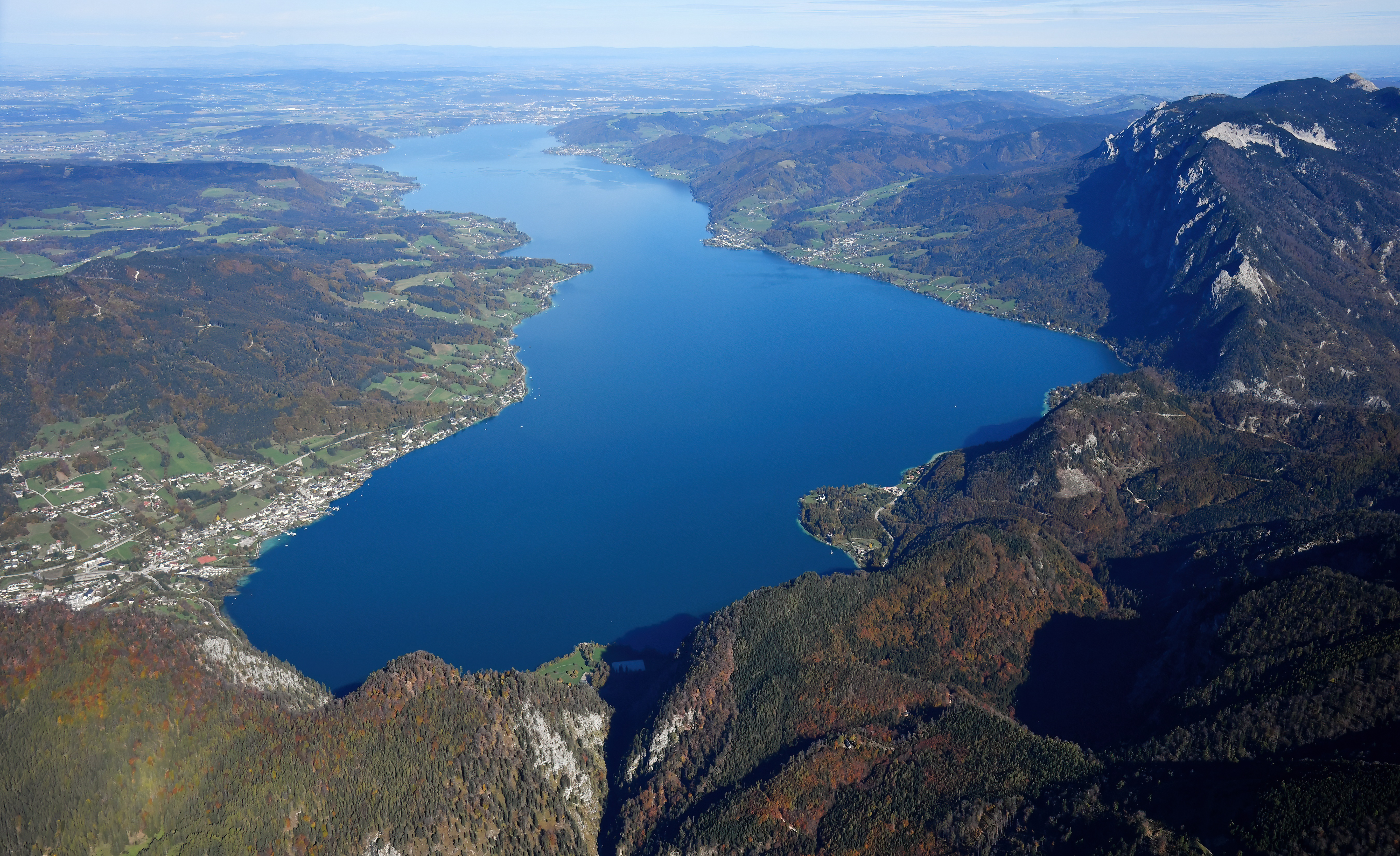
아터 호

아터 호(독일어: Attersee)는 오스트리아 오버외스터라이히주에 위치한 호수로 최대 길이는 18.9km, 최대 너비는 3.3km, 수면적은 46.2km2, 유역 면적은 3.943km2, 평균 수심은 85m, 최대 수심은 169m, 수면 높이는 469m이다.
잘츠카머구트 지대에 위치하며 보덴호, 노이지들러호에 이어 오스트리아에서 3번째로 큰 호수이다. 일정한 규모의 바람이 불고 있고 깨끗한 물이 흐르기 때문에 요트, 수영을 즐기는 관광객들이 많은 편이다.